# Borovnica (cidade)
Borovnica é uma cidade da Eslovênia que funciona como centro administrativo do município homônimo. Possuía uma população estimada de 2 674 habitantes em 2020.